# عمر كمبورس
عمر كمبورس (بالإيطالية: Omar Camporese)‏ مواليد 8 مايو 1968 في بولونيا، هو لاعب كرة مضرب إيطالي سابق بدأ مسيرته كمحترف سنة 1987 وكان يلعب باليد اليمنى، اعتزل اللعب في 2001. أعلى تصنيف له في الفردي كان المركز الـ 18 في سنة 1992. سبق أن شارك في دورة الألعاب الأولمبية الصيفية.

## روابط خارجية
- عمر كمبورس على موقع رابطة محترفي التنس (الإنجليزية)
- عمر كمبورس على موقع الاتحاد الدولي لكرة المضرب (الإنجليزية)
- عمر كمبورس على موقع كأس ديفيز (الإنجليزية)
- عمر كمبورس على موقع خلاصة التنس.كوم (الإنجليزية)
- عمر كمبورس على موقع أوليمبيديا (الإنجليزية)